# Liste des communautés de communes du Nord
Le département du Nord compte 13 communautés de communes.
On compte également deux communautés urbaines et cinq communautés d'agglomération, dont la liste est disponible sur Liste des intercommunalités du Nord.
Bien que certaines communautés de communes soient composées de communes de différents cantons et arrondissements, elles sont classées ci-dessous par arrondissement du siège de la communauté de communes.

## Communautés de communes de l'arrondissement d'Avesnes-sur-Helpe
- Communauté de communes du Cœur de l’Avesnois
- Communauté de communes du Pays de Mormal
- Communauté de communes du Sud Avesnois

### Anciennes communautés de communes
- La communauté de communes de la vallée de l'Hogneau s'est dissoute.
- La fusion de la communauté de communes des Vallées de l'Aunelle et de la Rhônelle et de la communauté de communes du Pays Quercitain a donné naissance à la communauté de communes du Quercitain.
- La fusion de la communauté de communes du Pays d'Avesnes, de la communauté de communes rurales des Deux Helpes et de la communauté de communes des vallées de la Solre, de la Thure et de l'Helpe a donné naissance à la communauté de communes du Cœur de l’Avesnois.
- La fusion de la communauté de communes du Bavaisis, de la communauté de communes du Pays de Mormal et Maroilles et de la communauté de communes du Quercitain a donné naissance à la communauté de communes du Pays de Mormal.
- La fusion de la communauté de communes Action Fourmies et environs et de la communauté de communes Guide du pays de Trélon a donné naissance à la communauté de communes du Sud Avesnois.
- La communauté de communes frontalières du Nord-Est Avesnois, la communauté de communes Sambre - Avesnois et la communauté de communes du Nord Maubeuge ont rejoint la communauté d'agglomération Maubeuge Val de Sambre.

## Communautés de communes de l'arrondissement de Cambrai
- Communauté de communes du Caudrésis - Catésis
- Communauté de communes du Pays solesmois
- Communauté de communes de la Vacquerie

### Anciennes communautés de communes
- La fusion de la communauté de communes l'Est Cambrésis et de la communauté de communes de Carnières Sud a donné naissance à la communauté de communes du Caudrésis.
- La communauté de communes du Sud Cambrésis s'est dissoute.
- La fusion de la communauté de communes du Caudrésis et de la communauté de communes du Pays de Matisse a donné naissance à la communauté de communes du Caudrésis - Catésis.
- La communauté de communes de Haute Sambre-Bois l'Évêque et la communauté de communes de l'Espace Sud Cambrésis ont rejoint la communauté de communes du Caudrésis - Catésis.
- La communauté de communes de l'Enclave, la communauté de communes des Hauts du Cambrésis, la communauté de communes de l'Ouest Cambrésis, la communauté de communes rurales de la Vallée de Vinchy et la communauté de communes de Sensescaut ont rejoint la communauté d'agglomération de Cambrai.

## Communautés de communes de l'arrondissement de Douai
- Communauté de communes Cœur d'Ostrevent (anciennement communauté de communes de l'Est du Douaisis)

### Anciennes communautés de communes
- La fusion de la communauté de communes Cœur de Pévèle, de la communauté de communes Espace en Pévèle et de trois communautés de communes de l'arrondissement de Lille a donné naissance à la communauté de communes Pévèle-Carembault.

## Communautés de communes de l'arrondissement de Dunkerque
- Communauté de communes de Flandre intérieure
- Communauté de communes Flandre Lys
- Communauté de communes des Hauts de Flandre

### Anciennes communautés de communes
- La fusion de la communauté de communes du canton de Bergues, de la communauté de communes de la Colme, de la communauté de communes de Flandre et de la communauté de communes de l'Yser a donné naissance à la communauté de communes des Hauts de Flandre.
- La fusion de la communauté de communes de l'Houtland, de la communauté de communes du Pays de Cassel, de la communauté de communes Monts de Flandre - Plaine de la Lys, de la communauté de communes du Pays des Géants, de la communauté de communes rurales des Monts de Flandre et de la communauté de communes de la Voie romaine a donné naissance à la communauté de communes de Flandre intérieure.

## Communautés de communes de l'arrondissement de Lille
- Communauté de communes de la Haute Deûle
- Communauté de communes Pévèle-Carembault

### Anciennes communautés de communes
- La fusion de la communauté de communes du Carembault, de la communauté de communes du Sud Pévélois, de la communauté de communes du Pays de Pévèle et de deux communautés de communes de l'arrondissement de Douai a donné naissance à la communauté de communes Pévèle-Carembault.

- Les communes de la Communauté de communes de Weppes ont intégré la Métropole européenne de Lille le 1er janvier 2017.

## Communautés de communes de l'arrondissement de Valenciennes

### Anciennes communautés de communes
- La communauté de communes rurales de la Vallée de la Scarpe a rejoint la communauté d'agglomération de la Porte du Hainaut.
- La communauté de communes de la Vallée de l'Escaut a rejoint la communauté d'agglomération de Valenciennes Métropole.